# Josh Moreau
Josh Moreau (né Joshua Moreau en 1981) est un musicien américain qui fait actuellement partie du groupe de Katy Perry en tant que bassiste.
Il a été, de 2005 à 2008, membre du groupe de musique Hoobastank.